# 李奧·菲茨派翠克
莱昂纳多·奥雷利奥·兰迪·“利奥”·菲茨帕特里克（英語：Leonardo Aurellio Randy "Leo" Fitzpatrick，1978年8月10日—）是美國的一位演員(born August 10, 1978)。他出演過FX電視台混亂之子等作品。